# Cinnamomum costaricanum
Cinnamomum costaricanum là loài thực vật có hoa trong họ Nguyệt quế. Loài này được (Mez & Pittier) Kosterm. miêu tả khoa học đầu tiên năm 1961.